# 480 km Brands Hatcha 1989
480 km Brands Hatcha 1989 je bila četrta dirka Svetovnega prvenstva športnih dirkalnikov v sezoni 1989. Odvijala se je 23. julija 1989.

## Rezultati
| Poz    | Razred | Št  | Moštvo                           | Dirkači                             | Šasija                             | Gume | Krogi |
| Poz    | Razred | Št  | Moštvo                           | Dirkači                             | Motor                              | Gume | Krogi |
| ------ | ------ | --- | -------------------------------- | ----------------------------------- | ---------------------------------- | ---- | ----- |
| 1      | C1     | 61  | Team Sauber Mercedes             | Kenny Acheson Mauro Baldi           | Sauber C9                          | M    | 115   |
| 1      | C1     | 61  | Team Sauber Mercedes             | Kenny Acheson Mauro Baldi           | Mercedes-Benz M119 5.0L Turbo V8   | M    | 115   |
| 2      | C1     | 7   | Blaupunkt Sachs Joest Racing     | Frank Jelinski Bob Wollek           | Porsche 962C                       | G    | 115   |
| 2      | C1     | 7   | Blaupunkt Sachs Joest Racing     | Frank Jelinski Bob Wollek           | Porsche Type-935 3.0L Turbo Flat-6 | G    | 115   |
| 3      | C1     | 62  | Team Sauber Mercedes             | Jean-Louis Schlesser Jochen Mass    | Sauber C9                          | M    | 114   |
| 3      | C1     | 62  | Team Sauber Mercedes             | Jean-Louis Schlesser Jochen Mass    | Mercedes-Benz M119 5.0L V8         | M    | 114   |
| 4      | C1     | 18  | Aston Martin Ecurie Ecosse       | David Leslie Brian Redman           | Aston Martin AMR1                  | G    | 112   |
| 4      | C1     | 18  | Aston Martin Ecurie Ecosse       | David Leslie Brian Redman           | Aston Martin RDP87 6.0L V8         | G    | 112   |
| 5      | C1     | 1   | Silk Cut Jaguar                  | Jan Lammers Patrick Tambay          | Jaguar XJR-11                      | D    | 111   |
| 5      | C1     | 1   | Silk Cut Jaguar                  | Jan Lammers Patrick Tambay          | Jaguar JV6 3.5L Turbo V6           | D    | 111   |
| 6      | C1     | 6   | Repsol Brun Motorsport           | Oscar Larrauri Jésus Pareja         | Porsche 962C                       | Y    | 111   |
| 6      | C1     | 6   | Repsol Brun Motorsport           | Oscar Larrauri Jésus Pareja         | Porsche Type-935 3.0L Turbo Flat-6 | Y    | 111   |
| 7      | C1     | 13  | Courage Compétition              | Pascal Fabre Hervé Regout           | Cougar C22S                        | G    | 110   |
| 7      | C1     | 13  | Courage Compétition              | Pascal Fabre Hervé Regout           | Porsche Type-935 3.0L Turbo Flat-6 | G    | 110   |
| 8      | C2     | 101 | Chamberlain Engineering          | Fermín Velez Nick Adams             | Spice SE89C                        | G    | 109   |
| 8      | C2     | 101 | Chamberlain Engineering          | Fermín Velez Nick Adams             | Ford Cosworth DFL 3.3L V8          | G    | 109   |
| 9      | C1     | 16  | Eterna Brun Motorsport           | Uwe Schäfer Walter Lechner          | Porsche 962C                       | Y    | 109   |
| 9      | C1     | 16  | Eterna Brun Motorsport           | Uwe Schäfer Walter Lechner          | Porsche Type-935 3.0L Turbo Flat-6 | Y    | 109   |
| 10     | C1     | 34  | Porsche Alméras Montpellier      | Jacques Alméras Jean-Marie Alméras  | Porsche 962C                       | G    | 109   |
| 10     | C1     | 34  | Porsche Alméras Montpellier      | Jacques Alméras Jean-Marie Alméras  | Porsche Type-935 3.0L Turbo Flat-6 | G    | 109   |
| 11     | C2     | 171 | Team Mako                        | James Shead Robbie Stirling         | Spice SE88C                        | G    | 108   |
| 11     | C2     | 171 | Team Mako                        | James Shead Robbie Stirling         | Ford Cosworth DFL 3.3L V8          | G    | 108   |
| 12     | C1     | 72  | Obermaier Primagaz               | Jürgen Lässig Pierre Yver           | Porsche 962C                       | G    | 108   |
| 12     | C1     | 72  | Obermaier Primagaz               | Jürgen Lässig Pierre Yver           | Porsche Type-935 3.0L Turbo Flat-6 | G    | 108   |
| 13     | GTP    | 201 | Mazdaspeed                       | Pierre Dieudonné Dave Kennedy       | Mazda 767B                         | D    | 108   |
| 13     | GTP    | 201 | Mazdaspeed                       | Pierre Dieudonné Dave Kennedy       | Mazda 13J 2.6L 4-Rotor             | D    | 108   |
| 14     | C1     | 20  | Team Davey                       | Tim Lee-Davey Desiré Wilson         | Porsche 962C                       | D    | 108   |
| 14     | C1     | 20  | Team Davey                       | Tim Lee-Davey Desiré Wilson         | Porsche Type-935 3.0L Turbo Flat-6 | D    | 108   |
| 15     | C1     | 26  | France Proteam                   | Claude Ballot-Léna Costas Los       | Spice SE88C                        | G    | 106   |
| 15     | C1     | 26  | France Proteam                   | Claude Ballot-Léna Costas Los       | Ford Cosworth DFZ 3.5L V8          | G    | 106   |
| 16     | C1     | 5   | Hydro Aluminium Brun Motorsport  | Harald Huysman Franz Konrad         | Porsche 962C                       | Y    | 106   |
| 16     | C1     | 5   | Hydro Aluminium Brun Motorsport  | Harald Huysman Franz Konrad         | Porsche Type-935 3.0L Turbo Flat-6 | Y    | 106   |
| 17     | C2     | 108 | Roy Baker Racing GP Motorsport   | Philippe de Henning Dudley Wood     | Spice SE87C                        | G    | 106   |
| 17     | C2     | 108 | Roy Baker Racing GP Motorsport   | Philippe de Henning Dudley Wood     | Ford Cosworth DFL 3.3L V8          | G    | 106   |
| 18     | C2     | 107 | Tiga Racing Team                 | Mario Hytten John Sheldon           | Tiga GC289                         | G    | 103   |
| 18     | C2     | 107 | Tiga Racing Team                 | Mario Hytten John Sheldon           | Ford Cosworth DFL 3.3L V8          | G    | 103   |
| 19     | C2     | 103 | France Prototeam                 | Almo Coppelli Bernard Thuner        | Spice SE88C                        | G    | 101   |
| 19     | C2     | 103 | France Prototeam                 | Almo Coppelli Bernard Thuner        | Ford Cosworth DFL 3.3L V8          | G    | 101   |
| 20     | C2     | 102 | Chamberlain Engineering          | Luigi Taverna John Williams         | Spice SE86C                        | G    | 101   |
| 20     | C2     | 102 | Chamberlain Engineering          | Luigi Taverna John Williams         | Hart 418T 1.8L Turbo I4            | G    | 101   |
| 21     | C2     | 151 | Pierre-Alain Lombardi            | Pierre-Alain Lombardi Bruno Sotty   | Spice SE86C                        | G    | 99    |
| 21     | C2     | 151 | Pierre-Alain Lombardi            | Pierre-Alain Lombardi Bruno Sotty   | Ford Cosworth DFL 3.3L V8          | G    | 99    |
| 22     | C2     | 106 | Porto Kaleo Team                 | Ranieri Randaccio Pasquale Barberio | Tiga GC288/9                       | G    | 83    |
| 22     | C2     | 106 | Porto Kaleo Team                 | Ranieri Randaccio Pasquale Barberio | Ford Cosworth 3.3L V8              | G    | 83    |
| 23 DNF | C1     | 37  | Toyota Team Tom's                | Johnny Dumfries John Watson         | Toyota 89C-V                       | B    | 109   |
| 23 DNF | C1     | 37  | Toyota Team Tom's                | Johnny Dumfries John Watson         | Toyota R32V 3.2L Turbo V8          | B    | 109   |
| 24 DNF | C1     | 2   | Silk Cut Jaguar                  | John Nielsen Andy Wallace           | Jaguar XJR-9                       | D    | 101   |
| 24 DNF | C1     | 2   | Silk Cut Jaguar                  | John Nielsen Andy Wallace           | Jaguar 7.0L V12                    | D    | 101   |
| 25 DNF | C1     | 21  | Spice Engineering                | Eliseo Salazar Ray Bellm            | Spice SE89C                        | G    | 99    |
| 25 DNF | C1     | 21  | Spice Engineering                | Eliseo Salazar Ray Bellm            | Ford Cosworth DFZ 3.5L V8          | G    | 99    |
| 26 DNF | C1     | 14  | Richard Lloyd Racing             | Tiff Needell Derek Bell             | Porsche 962C GTi                   | G    | 95    |
| 26 DNF | C1     | 14  | Richard Lloyd Racing             | Tiff Needell Derek Bell             | Porsche Type-935 3.0L Turbo Flat-6 | G    | 95    |
| 27 DNF | C1     | 29  | Mussato Action Car               | Bruno Giacomelli Massimo Monti      | Lancia LC2                         | D    | 83    |
| 27 DNF | C1     | 29  | Mussato Action Car               | Bruno Giacomelli Massimo Monti      | Ferrari 308C 3.0L Turbo V8         | D    | 83    |
| 28 DNF | C1     | 3   | Silk Cut Jaguar                  | Davy Jones Alain Ferté              | Jaguar XJR-11                      | D    | 80    |
| 28 DNF | C1     | 3   | Silk Cut Jaguar                  | Davy Jones Alain Ferté              | Jaguar JV6 3.5L Turbo V6           | D    | 80    |
| 29 DNF | C2     | 111 | PC Automotive                    | Richard Piper Olindo Iacobelli      | Spice SE88C                        | G    | 63    |
| 29 DNF | C2     | 111 | PC Automotive                    | Richard Piper Olindo Iacobelli      | Ford Cosworth DFL 3.3L V8          | G    | 63    |
| 30 DNF | C1     | 8   | Blaupunkt Sachs Joest Racing     | Henri Pescarolo Jean-Louis Ricci    | Porsche 962C                       | G    | 45    |
| 30 DNF | C1     | 8   | Blaupunkt Sachs Joest Racing     | Henri Pescarolo Jean-Louis Ricci    | Porsche Type-935 3.0L Turbo Flat-6 | G    | 45    |
| 31 DNF | C1     | 22  | Spice Engineering                | Wayne Taylor Thorkild Thyrring      | Spice SE89C                        | G    | 44    |
| 31 DNF | C1     | 22  | Spice Engineering                | Wayne Taylor Thorkild Thyrring      | Ford Cosworth DFZ 3.5L V8          | G    | 44    |
| 32 DNF | C1     | 40  | Swiss Team Salamin               | Antoine Salamin Giovanni Lavaggi    | Porsche 962C                       | G    | 44    |
| 32 DNF | C1     | 40  | Swiss Team Salamin               | Antoine Salamin Giovanni Lavaggi    | Porsche Type-935 3.0L Turbo Flat-6 | G    | 44    |
| 33 DNF | C1     | 15  | Richard Lloyd Racing             | James Weaver David Hunt             | Porsche 962C GTi                   | G    | 38    |
| 33 DNF | C1     | 15  | Richard Lloyd Racing             | James Weaver David Hunt             | Porsche Type-935 3.0L Turbo Flat-6 | G    | 38    |
| 34 DNF | C2     | 177 | Automobiles Louis Descartes      | Louis Descartes Alain Serpaggi      | ALD C289                           | G    | 38    |
| 34 DNF | C2     | 177 | Automobiles Louis Descartes      | Louis Descartes Alain Serpaggi      | Ford Cosworth 3.3L V8              | G    | 38    |
| 35 DNF | C1     | 23  | Nissan Motorsports International | Andrew Gilbert-Scott Julian Bailey  | Nissan R89C                        | D    | 19    |
| 35 DNF | C1     | 23  | Nissan Motorsports International | Andrew Gilbert-Scott Julian Bailey  | Nissan VRH35Z 3.5L Turbo V8        | D    | 19    |
| 36 DNF | C1     | 17  | Dauer Racing                     | Jochen Dauer Will Hoy               | Porsche 962C                       | G    | 0     |
| 36 DNF | C1     | 17  | Dauer Racing                     | Jochen Dauer Will Hoy               | Porsche Type-935 3.0L Turbo Flat-6 | G    | 0     |
| DNQ    | C2     | 106 | Porto Kaleo Team                 | Vito Veninata Stefano Sebastiani    | Tiga GC288                         | G    | -     |
| DNQ    | C2     | 106 | Porto Kaleo Team                 | Vito Veninata Stefano Sebastiani    | Ford Cosworth 3.3L V8              | G    | -     |
| DNQ    | C2     | 178 | Didier Bonnet                    | Jean-Claude Justice Gérard Tremblay | Tiga GC289                         | G    | -     |
| DNQ    | C2     | 178 | Didier Bonnet                    | Jean-Claude Justice Gérard Tremblay | Ford Cosworth DFL 3.3L V8          | G    | -     |

## Statistika
- Najboljši štartni položaj - #1 Silk Cut Jaguar - 1:12.927
- Najhitrejši krog - #61 Team Sauber Mercedes - 1:16.111
- Povprečna hitrost - 178.642 km/h